# ジョン・ケッセル
ジョン・ケッセル（John Kessel、1950年9月24日 - ）はアメリカ合衆国の小説家、SF作家、ファンタジー作家。多産な短編作家、そしてSFやファンタジー作品への批評家として知られる。シカモア・ヒル・ライターズ・ワークショップの発起人。

## 略歴
1981年カンザス大学で英語のPh.D.を取得、1982年よりノースカロライナ州立大学で英文学、SF、ファンタジー等のフィクション・ライティングの教鞭を執る。同校でMFAクリエイティブ・ライティング・プログラムの初の部長となり、現在はウィルトン・バーンハートと共同でその職に当たっている。

## 作品リスト

### 長編
- Freedom Beach (1985) - ジェイムズ・パトリック・ケリーと共著
- ミレニアム・ヘッドライン (Good News From Outer Space 1989) - 1989年ネビュラ賞ノミネート
- Corrupting Dr. Nice (1997)

### ノヴェラ／主な短編
- 他の孤児 (Another Orphan 1982) - 主人公がモービー・ディックの中で生きていることを発見するノヴェラ、1982年ネビュラ賞受賞
- バッファロー (Buffalo 1991) - 1992年ローカス賞 短篇部門、シオドア・スタージョン記念賞受賞
- Stories for Men (2002) - 2002年ジェイムズ・ティプトリー・ジュニア賞受賞

### 舞台
- A Clean Escape (1986) - 2007年にABCのSFアンソロジー・シリーズ『マスターズ・オブ・サイエンス・フィクション』の第1話としてドラマ化
- Faustfeathers (1994) - ポール・グリーン・プレイライツ賞受賞

### 短編集
- Meeting in Infinity (1992) - 1993年世界幻想文学大賞ノミネート
- The Pure Product (1997)
- The Baum Plan for Financial Independence and Other Stories (2008)

### ノンフィクション
- ヒューマニスト宣言 (The Humanist Manifesto 1987)
- もっとも影響力のあるSFとは? 『猫のゆりかご』から『赤い火星』まで (It's Time to Load the Canon with SF's Most Influential Books 1994)
- 監督させてもらえるなら、このキャストで撮る! (Who I'll Cast When They Let Me Direct... 1998)